# Neliopisthus decoratus
Neliopisthus decoratus är en stekelart som beskrevs av André Seyrig 1934. Neliopisthus decoratus ingår i släktet Neliopisthus och familjen brokparasitsteklar. Inga underarter finns listade i Catalogue of Life.